# Vulcan Materials
Die Vulcan Materials Company ist einer der größten Baustoffproduzenten der Vereinigten Staaten. Das international tätige Unternehmen mit Sitz in Birmingham in Alabama produziert vor allem Kies, Schotter und Sand und ist im S&P 500 gelistet.

## Geschichte
Das Unternehmen wurde 1909 als Familienunternehmen unter dem Namen Birmingham Slag Company gegründet. Nach Aufkauf mehrerer anderer Unternehmen wurde das Unternehmen 1956 mit der Vulcan Detinning Company of Sewaren in New Jersey zusammengeführt und firmiert seither unter dem jetzigen Namen. Im Jahr 1916 kaufte der Bankier Charles Lincoln Ireland, aus Ohio Birmingham Slag und betraute seine Söhne Glenn, Eugene und Barney mit der Geschäftsführung. Im Zweiten Weltkrieg profitierte Birmingham Slag von zahlreichen Regierungsaufträgen und ging 1944 ein strategisches Joint Venture mit dem Schotterhersteller Lambert Brothers, Inc. aus Knoxville (Tennessee) ein. Auch das Federal Highway Program ab 1951 führte zu Wachstum und wirtschaftlichem Erfolg. 1956 übernahm der Anwalt Bernard A. Monaghan die Geschäftsleitung und wandelte die Birmingham Slag Company durch Zusammenschluss mit der Vulcan Detinning Company mit Sitz in Sewaren, New Jersey in eine Aktiengesellschaft um. Das so entstandene Unternehmen wurde in Vulcan Materials Company umbenannt. Ab 1957 kam es zu Fusionen mit Union Chemicals, Lambert Brothers und sieben anderen Unternehmen woraus die Vulcan Chemicals Division gebildet. 1959 wird W.E. Graham & Sons übernommen. 1976 begann die internationale Expansion durch Joint Ventures in Saudi-Arabien sowie 1987 mit dem mexikanischen Partner Grupo ICA im gleichen Jahr erfolgt die Übernahme der White’s Mines, Inc.